# Eheschließungsfreiheit
Die Eheschließungsfreiheit ist eines der Grundrechte der Menschen. Sie besteht darin, in freier Entscheidung heiraten oder nicht heiraten zu dürfen.
Die Allgemeine Erklärung der Menschenrechte definiert sie insbesondere in Art. 16 (2):
„Die Ehe darf nur auf Grund der freien und vollen Willenseinigung der zukünftigen Ehegatten geschlossen werden.“

## Deutschland
Napoleon Bonaparte führte 1804 mit dem Code civil in einigen Gebieten Deutschlands die Eheschließungsfreiheit ein. Im Königreich Württemberg wurde 1807 die Eheschließungsfreiheit verkündet, im Königreich Bayern 1808 ein liberaleres System der Ehekonzessionierung eingeführt. Da mit der Ehe eines in die Gemeinde zugezogenen das Bürgerrecht und die Unterstützung im Falle der Armut eng verbunden war, wurden auf Druck der Kommunen wieder restriktive Verehelichungsbeschränkungen geschaffen, die nach der Pariser Julirevolution von 1830 und nach den Revolutionen 1848/1849 nochmals verschärft wurden. In Württemberg mussten Vermählungswillige vor der Reichsgründung 1871 ein gemeinsames Vermögen von 1000 Gulden nachweisen. Eine Verehelichungs-Kommission prüfte dies, aber auch das Verhalten und die „Aufführung“ der Brautleute. Dem Gesuch musste ein Zeugnis des Arbeitgebers beigelegt werden, aus dem die Verdiensthöhe, die Sicherheit des Arbeitsplatzes und das allgemeine Betragen hervorgehen sollte. Ziel der Beschränkungen war es, die Zahl der Geburten zu verringern, insbesondere in sozial schlechten Verhältnissen. Obwohl vorehelicher Geschlechtsverkehr damals als verachtenswert galt, führten die Beschränkungen aber zu vielen unehelichen Geburten.
Im Norddeutschen Bund wurde 1868 grundsätzlich die Eheschließungsfreiheit eingeführt, die zum 1. Januar 1871 auf die meisten süddeutschen Staaten ausgedehnt wurde.
Das am 1. Januar 1876 im Deutschen Kaiserreich in Kraft getretene Gesetz über die Beurkundung des Personenstands und der Eheschließung legte fest, dass nur noch Soldaten und manche Beamte eine Heiratserlaubnis benötigten. Diese Ausnahmen wurden 1900 in das BGB und 1938 in das Ehegesetz übernommen (in Bayern diesseits des Rheins war bis 1915 eine Heiratserlaubnis erforderlich, siehe Heimatrecht). Das vom Alliierten Kontrollrat 1946 erlassene neue Ehegesetz enthielt kein Erfordernis einer Heiratserlaubnis mehr.

## Österreich
In Österreich wird das Recht aller Bürger auf Eheschließung als Ehefreiheit bezeichnet. Die Ehefreiheit wurde 1812 im ABGB festgelegt. Zwischen 1820 und 1920 bestanden erhebliche Einschränkungen.

## Schweiz
In der Schweiz wurde durch die Totalrevision der Bundesverfassung 1874 in deren Art. 54 die Ehefreiheit garantiert. Heute ist sie in Art. 14 der Bundesverfassung garantiert.

## Rassistische Einschränkungen
Aufgrund der Nürnberger Gesetze waren in Deutschland ab 1935 und nach dem Anschluss Österreichs ab 1938 auch dort Mischehen und außerehelicher Geschlechtsverkehr zwischen „Juden“ und „Staatsangehörigen deutschen oder artverwandten Blutes“ verboten und wurden als sog. Rassenschande strafbar.
In einigen Bundesstaaten der Vereinigten Staaten waren „gemischtrassische“ Ehen zwischen weißen und nichtweißen Partnern verboten, in Virginia bis zu dem Entscheid des Obersten Gerichtshofs Loving v. Virginia im Jahr 1967.